# Sử dụng vũ khí hóa học trong nội chiến Syria

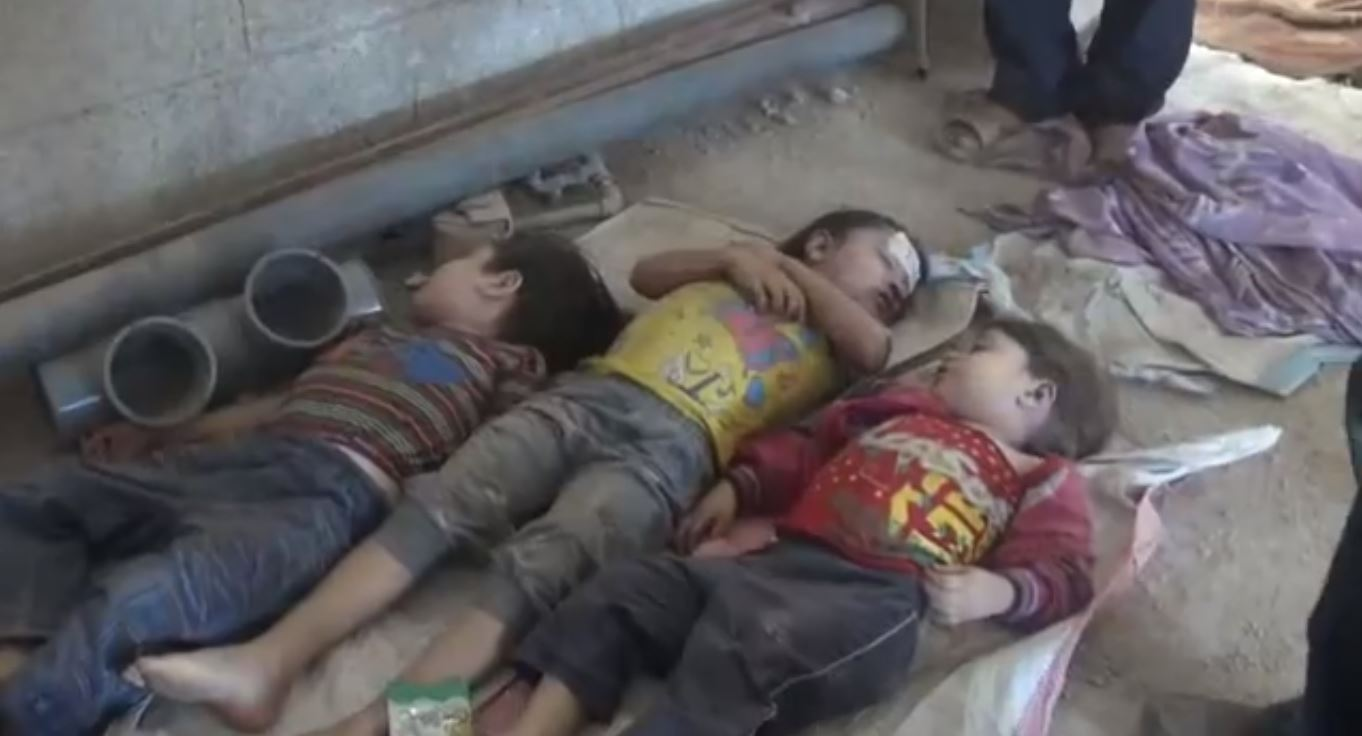
Những trẻ em bị nhiễm chất hóa học ở Ghouta

Việc sử dụng vũ khí hóa học trong Nội chiến Syria đã được khẳng định bởi Liên Hợp Quốc. Các cuộc tấn công chết người trong chiến tranh bao gồm cuộc tấn công Ghouta ở ngoại ô Damascus trong tháng 8 năm 2013 và cuộc tấn công hơi độc tại Khan al-Assal ở ngoại ô Aleppo tháng 3 năm 2013. Trong khi không có bên nào nhận trách nhiệm về các vụ tấn công hóa học, quân đội Syria Ba'athist được coi là nghi phạm chính, do họ có một kho vũ khí lớn của những vũ khí như vậy. Một phái đoàn LHQ tìm hiểu sự thật và Ủy ban thẩm vấn UNHRC đã đồng thời điều tra các vụ tấn công. Phái đoàn Liên Hợp Quốc phát hiện việc sử dụng khả năng của chất độc thần kinh sarin trong trường hợp của Khan al-Asal (ngày 19 tháng 3 năm 2013), Saraqip (29 tháng 4 năm 2013), Ghouta (ngày 21 tháng 8 năm 2013), Jobar (24 Tháng 8 2013) và Ashrafiyat Sahnaya (25 tháng 8 năm 2013). Ủy ban UNHRC sau đó xác nhận việc sử dụng sarin ở al-Asal, Saraqip và vụ tấn công Ghouta, nhưng không đề cập đến các cuộc tấn công ở Jobar và Ashrafiyat Sahnaya. Ủy ban UNHRC phát hiện sarin được sử dụng trong vụ tấn công Khan al-Asal có "điểm nổi bật độc đáo cùng" như sarin được sử dụng trong vụ tấn công Ghouta và cho thấy các thủ phạm có khả năng được tiếp cận với hóa chất từ kho dự trữ Quân đội Syria. Những cuộc tấn công này thúc đẩy cộng đồng quốc tế gây áp lực giải trừ vũ khí hóa học của lực lượng vũ trang Syria, được thực hiện trong năm 2014. Mặc dù quá trình giải trừ vũ khí hóa học, hàng chục sự cố với nghi ngờ việc sử dụng các loại vũ khí hóa học xảy ra khắp mọi nơi ở Syria, chủ yếu đổ lỗi cho lực lượng quân đội Syria Ba'athist, cũng như Nhà nước Hồi giáo Iraq và Levant và ngay cả bởi các lực lượng đối lập Syria.
Vào tháng 8 năm 2016, một báo cáo  bởi Liên Hợp Quốc và tổ chức ủng hộ cấm vũ khí hóa học (OPCW) đổ lỗi rõ ràng cho quân đội Syria Bashar al-Assad cho thả bom hóa học (chlorine) lên các thị trấn của Talmenes vào tháng 4 năm 2014 và Sarmin trong tháng 3 năm 2015 và ISIS cho sử dụng lưu huỳnh mù tạt vào thị trấn Marea trong tháng 8 năm 2015 . Một số cuộc tấn công khác đã bị cáo buộc, báo cáo và/hoặc điều tra. Vào tháng 4 năm 2017, một cuộc tấn công hóa học vào Khan Shaykhūn thu hút sự lên án quốc tế và gây nên hành động quân sự đầu tiên của Mỹ chống lại các căn cứ không quân Syria do chính phủ kiểm soát ở Shayrat.

## Bối cảnh
Vào ngày 20 tháng 8 năm 2012, tổng thống Barack Obama lần đầu tiên trong cuộc nội chiến Syria đe dọa sẽ nhảy vào vòng chiến, nếu chính phủ Syria sử dụng vũ khí phi quy ước (vũ khí sinh học hay hóa học) 
Vào ngày 06 tháng 9 năm 2013 một dự luật được khởi động để cho phép sử dụng vũ lực quân sự chống lại quân đội Syria, Chủ yếu là để đáp ứng với việc sử dụng sarin trong cuộc tấn công Ghouta ngày 21 Tháng 8 2013. Vào 09 tháng 9 năm 2013, Ngoại trưởng Mỹ John Kerry tuyên bố đã làm các cuộc không kích có thể được ngăn chặn nếu Syria hủy bỏ kho dự trữ vũ khí hóa học của nó. Vài giờ sau tuyên bố của Kerry, Ngoại trưởng Nga Sergey Lavrov tuyên bố Nga đã đề nghị với Syria nên từ bỏ vũ khí hóa học của nó. Bộ trưởng ngoại giao Syria Walid al-Moallem ngay lập tức hoan nghênh đề xuất này.
Vào tháng 9 năm 2013, chính phủ Syria tiến hành một số điều ước quốc tế về sự hủy bỏ vũ khí hóa học của Syria được quy định trong thời hạn hủy diệt đầu tiên đến ngày 30 tháng 6 năm 2014, một thời hạn rõ ràng đã đạt được liên quan tới các vũ khí hóa học được tuyên bố. Trước tháng 9 năm 2013 của chính phủ Syria đã không công khai thừa nhận có sở hữu các vũ khí hóa học, mặc dù các cơ quan tình báo phương Tây tin là nó có một trong những kho dự trữ lớn nhất lớn nhất thế giới.